# 정보통신기획평가원
정보통신기획평가원(Institute for Information & communication Technology Planning & evaluation, IITP)은 과학기술정보통신부 산하 정보통신 분야 기획 및 평가 업무를 수행하는 기관이다.